# Marie Inbona
Pour les articles homonymes, voir Inbona.
 (juin 2016).
Si vous disposez d'ouvrages ou d'articles de référence ou si vous connaissez des sites web de qualité traitant du thème abordé ici, merci de compléter l'article en donnant les références utiles à sa vérifiabilité et en les liant à la section « Notes et références ».
Marie Inbona, née le 23 mai 1980, est une journaliste et animatrice de télévision française.

## Biographie

### Formation
Marie Inbona commence son cursus universitaire par un DEUG de droit à l'université d'Assas (Paris II) puis est diplômée d'une école de journalisme à New York en 2002.  

### Journaliste et présentatrice sur M6
De 2002 à 2009, elle est journaliste pour Réservoir Prod, Fremantle et d'autres groupes de production audiovisuelle.
En 2008, elle commence à faire de l'antenne sur Infosport de Canal+, en présentant les matinales.
En août 2009, elle remplace Karine Ferri dans l émission  Star Six Music sur M6 aux côtés d'Alex Fighter et de Frédéric Ferrer.
En août 2009, elle présente également Drôle de réveil ! sur M6 aux côtés de Jérôme Anthony.
En 2012, elle présente Absolument Stars sur M6 avec Alex Fighter. 

### Journaliste et animatrice sur NRJ12
Depuis le 1er septembre 2009, elle co-anime le 12 Infos sur NRJ 12,, jusqu'en juin 2010. 
Elle présente le JT quotidien en direct sur NRJ Paris et un magazine de société La vie d'aujourd'hui en première partie de soirée, le samedi soir, sur NRJ 12. 
Depuis le 2 février 2010, elle est l'animatrice principale de Paris c'est fou, une émission quotidienne sur NRJ Paris qui reçoit des personnalités du monde de la musique, du cinéma ou du spectacle. Plus de 350 émissions seront enregistrées dans les conditions du direct. Cette émission sera suivie de Paris c'est fou le mag, avec un JT culturel quotidien en direct. 
De 2012 à 2013, elle fait partie des journalistes récurrents dans l'émission quotidienne programmée en access de Jean-Marc Morandini Vous êtes en direct, sur NRJ 12.

### Présentatrice d'émissions sportives
Elle a présenté le journal quotidien sur la chaîne d'information sportive Infosport du groupe canal +  et a participé à l'émission hebdomadaire sportive 100 % Foot diffusée sur M6.

### Chroniqueuse sur France 2
Depuis la rentrée 2016, elle est chroniqueuse dans le talk Amanda avec Amanda Scott sur france 2. 

## Vie privée
Marie inbona est maman de 2 enfants, Romane née le 9 janvier 2009 et Jarod né le 11 octobre 2013.